# Frappes israéliennes d'octobre 2024 contre l'Iran
Conflit Iran-Israël de 2024
Le 26 octobre 2024, Israël attaque l'Iran officiellement en réponse à l'attaque de ce dernier du 1er octobre. Les attaques sont décrites comme « limitées » et tuent quatre militaires de la force de défense aérienne de la république islamique d'Iran : Mohammad-Mehdi Shahrokhi (ou Chahrokhifar), Hamzeh Jahandideh, Sajjad Mansouri et Mehdi Naghavi, ainsi qu'un civil, Allahverdi Rahimpour. Des vidéos circulant sur les réseaux sociaux montrent des missiles interceptés par la défense anti-aérienne au-dessus de Téhéran. L'armée israélienne déclare que l'attaque a impliqué une centaine d'avions de combat. L'opération est appelée « opération Jours de repentance » par l'armée israélienne,,. Les avions utilisés dans les frappes n'ont pas pénétré dans l'espace aérien iranien, lançant leurs missiles à une distance de 70 à 100 kilomètres de la frontière iranienne.

## Contexte

### Frappes iraniennes d'octobre 2024 contre Israël
Le 1er octobre 2024, l'Iran lance des missiles en deux vagues sur Israël. Les frappes visent des installations militaires, dont la base de Glilot (he) au nord de Tel-Aviv, où se trouve le siège du Mossad et de l’unité 8200, ainsi que plusieurs bases militaires de la même région. Des explosions sont entendues au-dessus de Tel-Aviv et de Jérusalem. L'armée israélienne confirme que plus de 180 missiles sont tirés par l'Iran et selon Beyrouth il s'agirait de plus de 400 engins balistiques. Les missiles sont pour la plupart interceptés par Israël et ses alliés (États-Unis, France, Royaume-Uni, Jordanie). Un Palestinien est tué et plusieurs autres sont blessés par des fragments de missile à Jéricho, en Cisjordanie occupée, où les habitants ne bénéficient pas d'abris antiaériens.
Cette attaque est lancée en réponse à l'assassinat par Israël du chef du Hamas Ismaël Haniyeh le 31 juillet 2024 à Téhéran et du secrétaire général du Hezbollah, Hassan Nasrallah lors du bombardement du siège de l'organisation le 27 septembre. Elle est aussi une réaction à l'offensive terrestre de l'armée israélienne au Liban et aux intenses bombardements que subit ce pays depuis le 23 septembre. C'est la deuxième fois que l'Iran attaque Israël sur son propre sol après l'attaque du 13 avril 2024.
Après cette attaque, Israël envisage de bombarder le programme nucléaire et les installations pétrolières de l'Iran. Ces options sont finalement écartées après des négociations avec le gouvernement américain, qui craignaient qu'elles n'aboutissent à un conflit ouvert entre Israël et l’Iran, à quelques semaines des élections américaines.

## Frappes aériennes

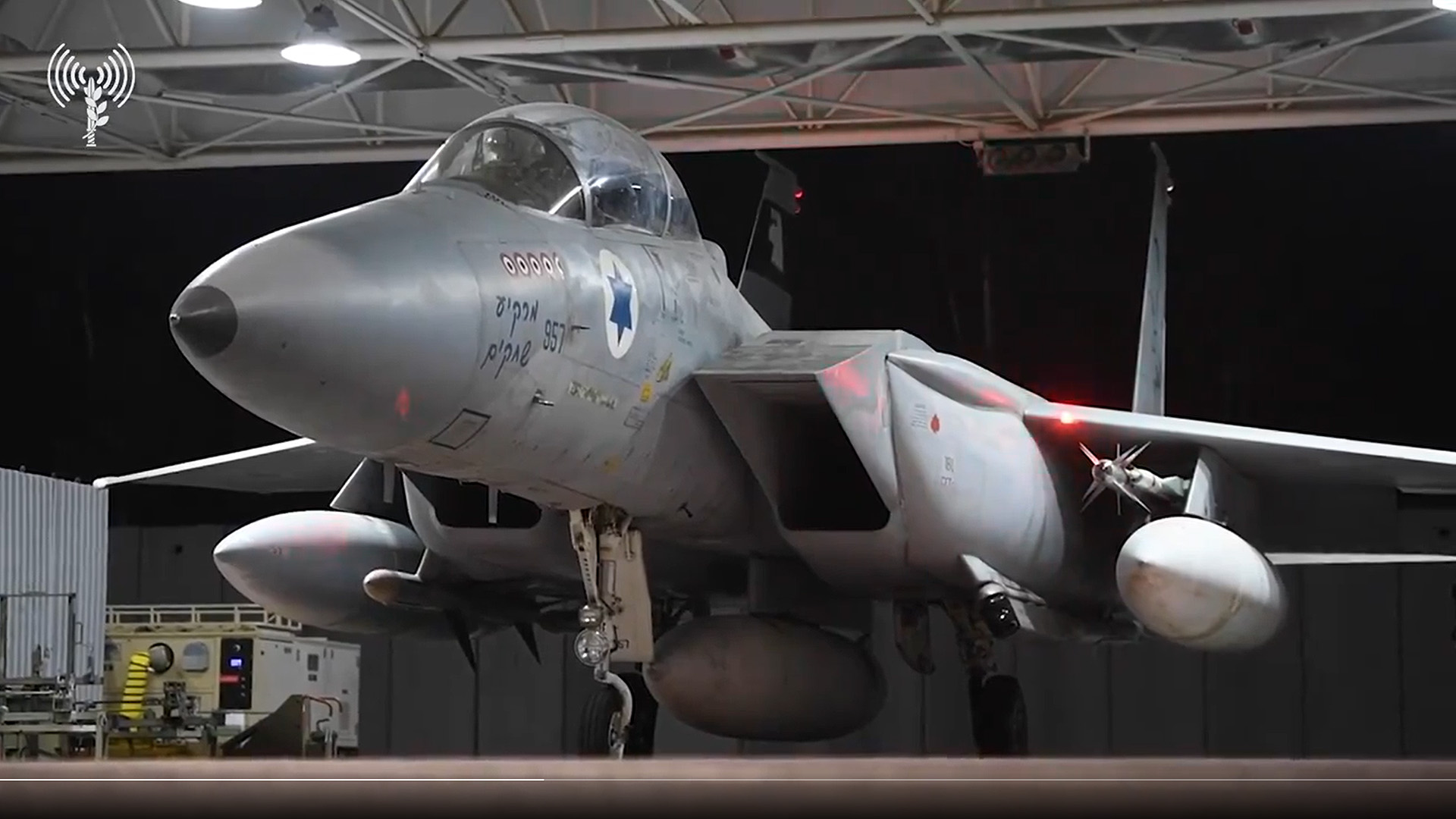
Un F-15D Eagle Baz à la base aérienne de Tel Nof avant la frappe.

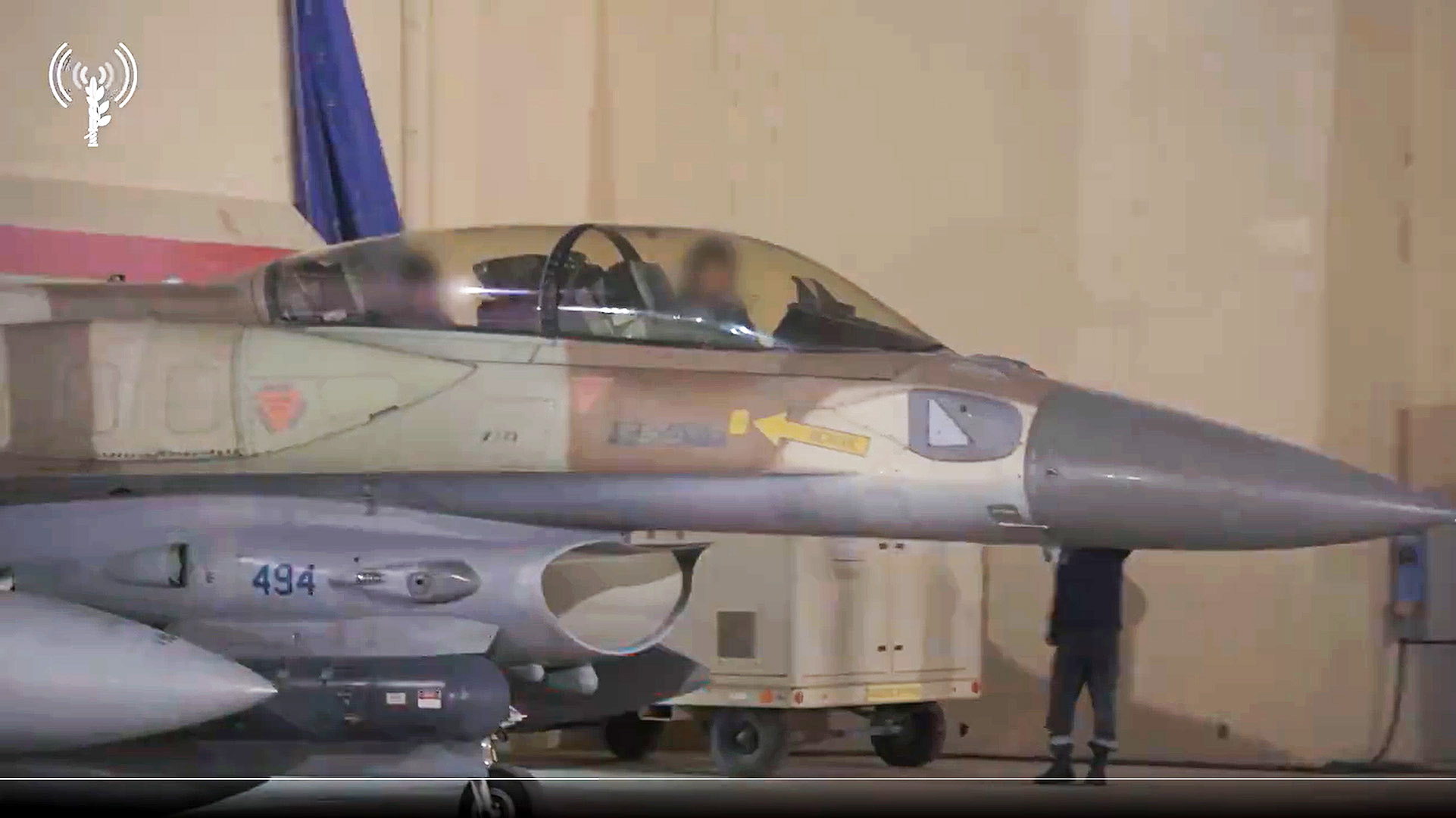
Un F-16I Sufa de la base aérienne de Ramon se prépare à l'attaque.

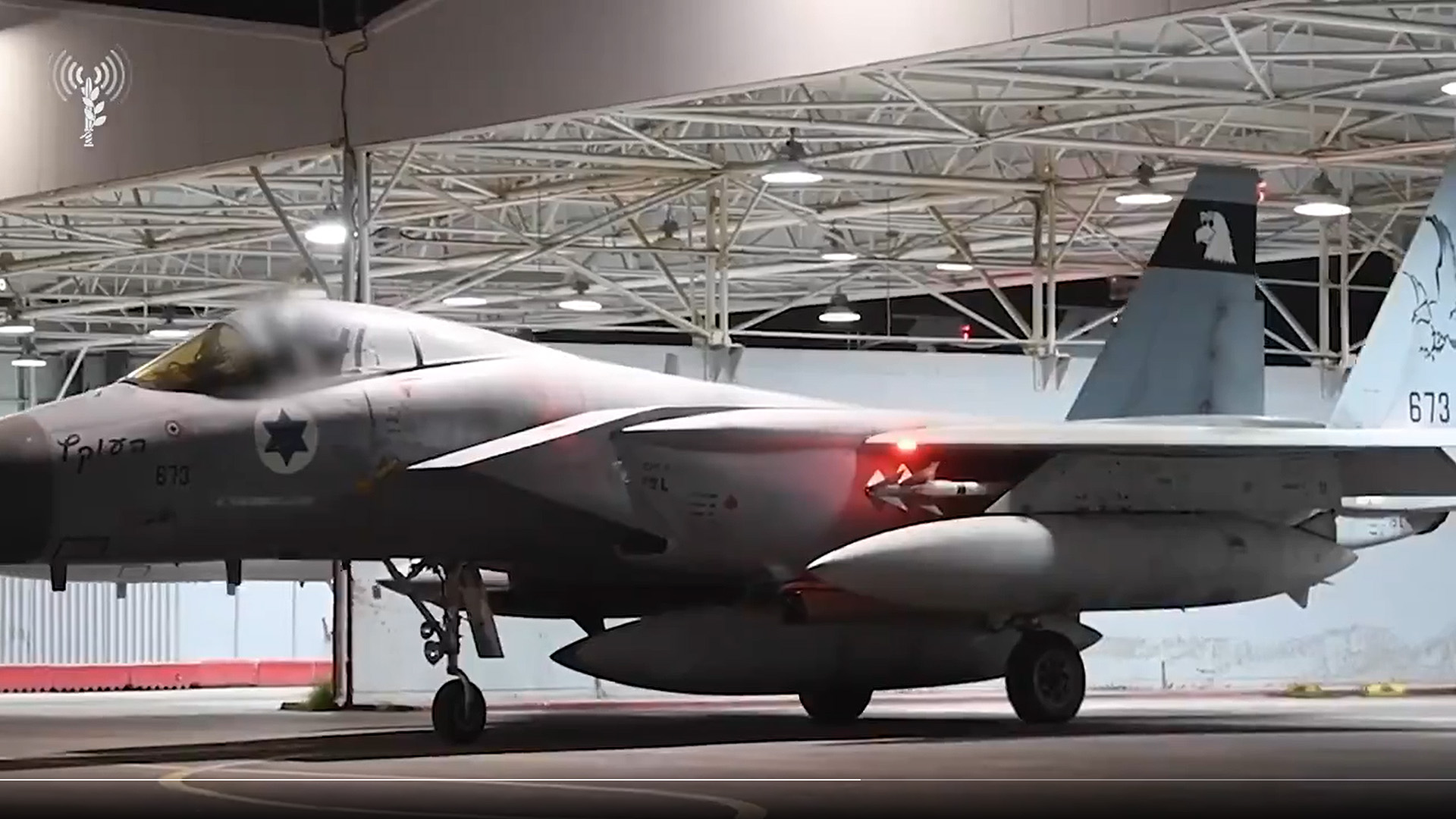
Un F-15C Eagle Baz à la base aérienne de Tel Nof avant la frappe.

Aux premières heures du 26 octobre 2024, les Forces de défense israéliennes (FDI) commencent à mener des frappes aériennes sur des cibles militaires en Iran. Les FDI déclarent que les frappes sont menées en réponse aux frappes iraniennes du 1er octobre 2024 contre Israël et en raison des actions militantes des membres de l'Axe de la résistance. Juste avant les attaques, Israël informe l'administration Biden des États-Unis des attaques imminentes contre l'Iran. Les frappes se poursuivent toute la nuit jusqu'à l'aube en Iran, marquant la première attaque ouvertement reconnue d'Israël contre le pays. Il s'agit de la première fois depuis la guerre Iran-Irak (1980-1988) que l'Iran est confronté à une attaque aussi prolongée d'un État étranger.
Le Jerusalem Post rapporte que plus de 100 avions, dont des chasseurs furtifs F-35 Lightning II Adir de la base aérienne de Nevatim, parcourent environ 2 000 kilomètres pour l'attaque, déployant des munitions lourdes avec un soutien important en ravitaillement et l'unité 669 (en) de la force de sauvetage et de recherche de l'armée de l'air israélienne en attente. Une opération précédente sur des sites radar en Syrie empêche l'Iran d'obtenir des renseignements sur les intentions d'Israël. Une vidéo diffusée par l'armée de l'air israélienne après l'attaque montre des jets F-15C/D Eagle Baz de la base aérienne de Tel Nof et un jet F-16I Sufa de la base aérienne de Ramon (en) se préparant à l'attaque.
À partir de 1 h 48, heure locale, des sirènes et des alarmes retentissent en continu pendant 30 minutes dans le quartier d'Ankawa (en) à Erbil, en Irak, et des haut-parleurs de la base militaire de l'aéroport d'Erbil répètent le mot "bunkers". La télévision d'État iranienne fait état de bruits d'explosion dans tout Téhéran. Deux responsables arabes déclarent que l'attaque semble viser un dépôt d'armes et un bureau ou une caserne militaire. Des explosions sont également signalées dans la ville de Karadj, située juste à l'ouest de Téhéran, et près de l'aéroport international Imam Khomeini, à Machhad, Kermanchah et Zandjan,,,. Des explosions sont également entendues près de Damas, en Syrie. Al Jazeera publie une vidéo montrant la défense aérienne iranienne en activité dans le ciel de Téhéran. La chaîne de télévision Al Araby montre les dégâts causés par les frappes israéliennes sur une usine de drones militaires à Shamsabad, au sud de Téhéran. L'Iran confirme plus tard que des frappes ont également lieu dans la province d'Ilam et au Khouzistan.
Le quotidien Yediot Aharonot rapporte qu'Israël a pris pour cible une usine iranienne de drones ainsi qu'une base secrète à Téhéran. Il est également signalé que des batteries S-300 iraniennes de fabrication russe ainsi que des sites de missiles balistiques sont attaqués.
Selon deux responsables iraniens, dont l'un est affilié au Corps des gardiens de la révolution islamique (CGRI), les frappes israéliennes dans la province de Téhéran ciblent des sites de défense clés, notamment le système de défense aérienne S-300 de l'aéroport international Imam Khomeini, qui contribue à protéger la capitale.
Les responsables rapportent que plusieurs bases de missiles du CGRI sont touchées dans la province, suivies d'une deuxième vague de frappes de drones ciblant le complexe militaire de Partchine, dans la banlieue de Téhéran, l'un d'entre eux ayant apparemment atteint la base. Ce dernier site est depuis longtemps cité par Israël comme un site d'activité présumée liée aux armes nucléaires, l'AIEA y ayant trouvé des preuves connexes en 2016. David Albright, ancien inspecteur des armes nucléaires de l'ONU, note que les images satellites commerciales, bien que de faible résolution, indiquent que trois bâtiments à Partchine sont endommagés, dont deux impliqués dans le mélange de combustible solide pour les moteurs de missiles balistiques.
Les médias iraniens rapportent que deux soldats du Corps des gardiens de la révolution islamique (IRGC) sont tués,. Des images diffusées par l'agence de presse Fars montrent que les soldats appartiennent à la Force de défense aérienne iranienne, suggérant que des systèmes SAM sont ciblés, augmentant peut-être la vulnérabilité de l'Iran à de futures attaques.
Selon des responsables américains, Israël cible des composants critiques de l'infrastructure de missiles balistiques iraniens, détruisant 12 mélangeurs planétaires essentiels à la production de missiles à propergol solide, paralysant ainsi la capacité de l'Iran à reconstituer son stock de missiles. Les responsables américains ajoutent qu'il faudrait au moins un an à l'Iran pour reprendre sa production de missiles.
Selon le journaliste israélien Barak Ravid (en), du site Axios, Israël aurait indirectement « envoyé un message à l'Iran avant l'attaque », l'informant du type de sites visé en général et le mettant en garde contre le moindre acte de représailles. 

## Réactions

### Iran
Le guide suprême de la Révolution iranienne, Ali Khamenei, estime que « le mal fait par le régime sioniste ne doit être ni exagéré ni minimisé ».
Le président Massoud Pezechkian déclare que l'Iran ne cherche « pas la guerre », mais qu'il « apportera une réponse appropriée à l'agression du régime sioniste ».
Le ministre des Affaires étrangères, Abbas Araghtchi, adresse une lettre à la présidente du Conseil de sécurité des Nations unies, Pascale Baeriswyl, et au secrétaire général des Nations unies, António Guterres, dans laquelle il déclare notamment : « La république islamique d'Iran condamne ces actions délibérées et agressives du régime sioniste dans les termes les plus fermes [...] La république islamique d'Iran, conformément aux principes consacrés dans la Charte des Nations unies et conformément au droit international, se réserve son droit inhérent de répondre légalement et légitimement à ces attaques criminelles au moment opportun. ».
Le porte-parole du ministère des Affaires étrangères, Esmaïl Baghaï (fa), affirme que la riposte iranienne « sera au niveau de l'attaque israélienne ».
Le chef des Gardiens de la révolution, Hossein Salami, estime qu'Israël n'a « pas réussi à atteindre ses objectifs perfides » avec son attaque, qui témoigne d'un « mauvais calcul » et de son « impuissance » dans ses guerres à Gaza et le au Liban. Il avertit Israël de « conséquences amères inimaginables ». 
Le député Esmaeil Kousari (en) affirme que la commission de la sécurité nationale et de la politique étrangère (fa) approuve « une réponse militaire iranienne à Israël ». Un autre membre de la commission dément les informations de CNN selon lesquelles cette réponse interviendra avant les élections américaines du 5 novembre 2024. 
Du côté de la presse, le journal conservateur Javan (fa) raille la « faible » attaque nocturne israélienne qui n'a « même pas pu réveiller » les Iraniens. Le quotidien Kayhan, également conservateur, fustige tout appel à « éviter une réponse sévère » à Israël. À l'inverse, les médias réformateurs partisans du gouvernement de Massoud Pezechkian plaident pour une solution diplomatique afin de contenir la crise régionale. Ainsi, le journal réformiste Etemad (en) rappelle la « responsabilité de l'Iran envers ses voisins désireux d'éviter la guerre ».

### Internationales

#### Gouvernements
- Afghanistan : Le ministère des Affaires étrangères de l'émirat islamique d'Afghanistan « condamne les campagnes du régime sioniste contre la république islamique d'Iran »[32].
- Afrique du Sud : Le porte-parole du département des relations internationales et de la coopération, Chrispin Phiri, « condamne fermement l'attaque israélienne contre l'Iran, qui vise à fomenter une guerre au Moyen-Orient »[33].
- Algérie : Le ministère des Affaires étrangères et de la Communauté nationale à l'étranger « dénonce avec fermeté les attaques militaires menées à nouveau par l'armée d'occupation israélienne contre la République islamique d'Iran, tout en exprimant sa solidarité avec les frères en Iran »[34].
- Allemagne : Le chancelier fédéral, Olaf Scholz, souligne les « efforts [...] faits pour éviter des victimes civiles », affirmant que « cela offre la possibilité d'éviter une nouvelle escalade ». S'adressant à l'Iran, il déclare : « les réactions d’escalade massive ne peuvent pas durer éternellement. Il faut que tout s'arrête maintenant »[35].
- Arabie saoudite : Le gouvernement condamne les attaques et prévient contre toute action qui pourrait « déstabiliser la région »[36].
- Brésil : Le ministère des Relations extérieures affirme que « le gouvernement brésilien suit avec préoccupation les frappes aériennes israéliennes contre le territoire iranien, condamne l'escalade du conflit et renouvelle son appel à toutes les parties impliquées pour qu’elles fassent preuve de la plus grande retenue »[37].
- Égypte : L'Égypte affirme être « très inquiète »[36].
- États-Unis : la Maison Blanche demande à Téhéran de « cesser ses attaques » contre Israël et soutient « l'autodéfense » de l'État hébreu[38]. Washington déploie des forces supplémentaires, comme des bombardiers B-52, pour « défendre Israël » et mettre en garde l'Iran[39].
- France : Le ministère de l'Europe et des Affaires étrangères « appelle instamment les parties à s'abstenir de toutes escalade »[40].
- Irak : Dans une lettre de protestation au secrétaire général de l'ONU et au Conseil de sécurité, l'Irak « condamne la violation flagrante perpétrée par l'entité sioniste dont les avions ont violé l'espace aérien et la souveraineté de l'Irak, utilisant l'espace aérien irakien pour mener une attaque contre l'Iran le 26 octobre », selon un communiqué du porte-parole du gouvernement, Basim Alawadi[41].
- Jordanie : Le ministère jordanien des Affaires étrangères et des Expatriés (ar) condamne « les bombardements aériens lancés par Israël sur le territoire de la république islamique d'Iran, en violation du droit international »[42].
- Pakistan : La porte-parole du ministère pakistanais des Affaires étrangères (en), Mumtaz Zahra Baloch (en), déclare que « les frappes militaires israéliennes contre la souveraineté et l'intégrité territoriale de la république islamique d'Iran constituent une violation grave de la Charte des NU et du droit international » et qu'« Israël porte l'entière responsabilité du cycle actuel d'escalade et d'expansion du conflit »[43]. Le Premier ministre pakistanais, Shehbaz Sharif, s'est par ailleurs dit « profondément préoccupé par le récent acte d'agression israélienne contre l'Iran »[44].
- Royaume-Uni : Le Premier ministre britannique, Keir Starmer, déclare qu'il est « convaincu qu'Israël a le droit de se défendre contre l'agression iranienne » et « que nous devons éviter une nouvelle escalade régionale », ajoutant que « l'Iran ne doit pas répondre »[45].
- Russie : La porte-parole du ministère russe des Affaires étrangères, Maria Zakharova, déclare : « Nous sommes profondément préoccupés par l'escalade explosive en cours entre Israël et la République islamique, qui fait peser de réelles menaces sur la stabilité et la sécurité de la région »[46].
- Syrie : Le représentant permanent de la Syrie auprès des Nations unies (en), Koussay Aldahhak (en), déclare que « l'agression de l'entité d'occupation israélienne représente une violation flagrante du droit international, de la Charte des Nations Unies et de la souveraineté et de l'Iran ». Il ajoute que la « Syrie soutient le droit légitime de l'Iran à se défendre »[47].
- Tunisie : Le ministère des Affaires étrangères, de l'Immigration et des Tunisiens à l'étranger met en garde contre « contre les graves conséquences des attaques menées par l'entité sioniste [...] dans une tentative effrénée de déclencher une guerre régionale dévastatrice »[48].
- Turquie : Le ministère turc des Affaires étrangères condamne « avec la plus grande fermeté l'attaque israélienne contre l'Iran » et appelle à « mettre fin à la terreur israélienne dans la région »[49].
- Venezuela : Le ministère du pouvoir populaire pour les relations extérieures fait savoir que « la République bolivarienne du Venezuela rejette et condamne les attaques perpétrées par le régime sioniste de Netanyahu contre la République islamique d’Iran et la République arabe syrienne, qui constituent un nouvel acte d’agression injustifié »[50].

#### Organisations supranationales
- Nations unies : D'après son porte-parole, Stéphane Dujarric, le secrétaire général de l'ONU, António Guterres, est « profondément inquiet de la poursuite de l'escalade au Moyen-Orient ». Il estime que « tous les actes d'escalade sont condamnables et doivent cesser »[51].
- Union européenne : La porte-parole du service européen pour l'action extérieure, Nabila Massrali, met en garde contre « le cycle dangereux d'attaques et de représailles », qui « risque de provoquer une nouvelle extension du conflit régional ». Elle ajoute que « tout en reconnaissant le droit d'Israël à l'autodéfense, l'UE appelle toutes les parties à faire preuve de la plus grande retenue pour éviter une escalade incontrôlable, qui n'est dans l'intérêt de personne »[52].

#### Autres
- Hamas : Le Hamas décrit l'attaque comme « une violation flagrante de la souveraineté iranienne et une escalade qui vise la sécurité de la région et la sûreté de ses peuples »[36].
- Hezbollah : le Hezbollah qualifie d'« escalade dangereuse au niveau de toute la région » les frappes israéliennes, affirmant que les États-Unis « portaient l'entière responsabilité des massacres, des tragédies et de la douleur » causés par Israël[53].
- Kataeb Hezbollah : « L'agression de la république islamique par une entité scélérate étrangère à la région constitue une imprudence et une transgression dangereuses, qui ne doit en aucun cas être tolérée, sinon elle deviendra admissible et cet ennemi frénétique la répètera. L'Américain doit payer pour son imprudence dans l'utilisation de l'espace aérien irakien [...] en temps et lieu, et les sionistes ne font pas exception à cela. Après avoir osé contre l'Iran, ils oseront certainement contre l'Irak s'ils ne paient pas un lourd tribut pour leur agression »[54].
- Organisation Badr : Le secrétaire général de l'organisation Badr, Hadi al-Ameri, affirme tenir « la partie américaine entièrement responsable de la violation » de la « souveraineté de l'espace aérien irakien » et de « l'attaque flagrante contre la république islamique » par les « avions de l'entité sioniste usurpatrice »[54].

## Analyses
La réponse israélienne aux frappes iraniennes du 1er octobre 2024 a pris près d'un mois, en partie en raison des « discussions intenses entre responsables israéliens ainsi qu'entre Israël et les États-Unis sur l'échelle et les cibles » de la riposte, selon Joost Hiltermann, le directeur du programme Moyen-Orient de l'International Crisis Group (ICG). D'après lui, Washington a insisté pour que ces représailles soient « proportionnées, afin que l'Iran n'ait pas besoin de répondre. » Si Benyamin Netanyahou s'est félicité des destructions occasionnées en Iran, « cette réponse est loin de correspondre à l'opération promise par Netanyahou, elle est modérée et limitée dans ses objectifs », estime Hasni Abidi, directeur du Centre d'études et de recherche sur le monde arabe et méditerranéen (Cermam) à Genève. Il estime par ailleurs que le gouvernement israélien a « revu ses exigences à la baisse » sous l'influence américaine. Le président israélien, Isaac Herzog, a salué les Etats-Unis et la coopération « publique et secrète » entre les deux pays après les bombardements sur l'Iran. Israël ne peut rien entreprendre militairement sans les Etats-Unis, qui lui fournissent l'ensemble de ses munitions lourdes, son aviation, et l'aide sur le plan du renseignement.
Ces attaques « ciblées » et « limitées » s'inscrivent dans une nouvelle forme de dissuasion à l'égard de l'Iran. Les frappes ont ciblé principalement les défenses anti-aériennes de l'Iran et des sites de fabrication de missiles s'abstenant ainsi de frapper les installations pétrolières et le programme nucléaire iranien. Les différentes analyses s'accordent à dire que cette riposte pourrait entraîner une désescalade dans le conflit car les frappes d'Israël ont souligné les faiblesses de l'Iran et la capacité d'Israël à atteindre des cibles sur le territoire Iranien, par ailleurs cette attaque a affaibli les défenses Iraniennes permettant ainsi en cas de riposte de l'Iran de frapper plus facilement le territoire iranien,.
Les menaces iraniennes de représailles restent relativement mesurées, contrastant avec les déclarations belliqueuses des dirigeants iraniens à la suite de précédentes attaques. « Au moins pour l'instant, l'Iran pourrait hésiter à répondre directement et à faire monter les tensions », estime le politologue iranien Hamidreza Azizi. « Les hauts responsables iraniens ne veulent tout simplement pas accroître les tensions », décrypte Fayyaz Zahed, professeur de relations internationales à l'université de Téhéran.
La nouvelle que les frappes n'avaient pas ciblé les installations pétrolières iraniennes a été accueillie positivement par les marchés financiers et les marchés pétroliers ont perdu 6 % en réaction. Cette réaction signifie que les marchés anticipent une stabilisation de la situation au Moyen-Orient et un apaisement dans la région.